# Liste der denkmalgeschützten Objekte in Hofkirchen an der Trattnach
Die Liste der denkmalgeschützten Objekte in Hofkirchen an der Trattnach enthält die 4 denkmalgeschützten, unbeweglichen Objekte der Gemeinde Hofkirchen an der Trattnach in Oberösterreich (Bezirk Grieskirchen).

## Denkmäler
| Foto  |                 | Denkmal                                                                                 | Standort                                   | Beschreibung | Metadaten |
| ----- | --------------- | --------------------------------------------------------------------------------------- | ------------------------------------------ | --- | --- |
| ja    | Datei hochladen | Lindenhof, ehem. Pfarrhof HERIS-ID: 37989 Objekt-ID: 37470                              | Gassen 23 Standort KG: Gassen              | | BDA-Hist.: Q37978266 Status: Bescheid Stand der BDA-Liste: 2025-06-30 Name: Lindenhof, ehem. Pfarrhof GstNr.: .22                                                                  |
| ja    | Datei hochladen | Pfarrhof, ehem. Beneficium HERIS-ID: 66345 Objekt-ID: 79222                             | Jörgerstraße 1 Standort KG: Hofkirchen     | | BDA-Hist.: Q38112853 Status: § 2a Stand der BDA-Liste: 2025-06-30 Name: Pfarrhof, ehem. Beneficium GstNr.: .9 Pfarrhof Hofkirchen an der Trattnach                                 |
| ja BW | Datei hochladen | Kath. Pfarrkirche hl. Johannes der Täufer und Friedhof HERIS-ID: 52188 Objekt-ID: 58606 | bei Kirchengasse 3 Standort KG: Hofkirchen | Die Kirche wurde schon 1379 urkundlich erwähnt und ist Johannes dem Täufer geweiht. Jakob Pawanger aus Passau baute die Kirche 1712 bis 1716 um und schuf einen barocken Raum von bemerkenswerter Schönheit. Das gut proportionierte Langhaus hat ein Schiff mit drei Jochen und eingezogenen Strebepfeilern. Die Seitenkapellen tragen Emporen, darüber befinden sich Platzlgewölbe. Der eingezogene einjochige Chor hat die Form eines Kreissegments, ist im Kern gotisch und hat ebenfalls ein Platzlgewölbe. Die Westempore ruht auf zwei Jochen mit Kreuzgewölbe. 1754 baute man den Turm im südlichen Chorwinkel aus. Die Stuckverzierungen wurden zwischen 1720 und 1730 angebracht. Die Fresken, mit 1754 signiert, sind gute Arbeiten von Wolfgang Andreas Heindl. Der imposante Hochaltar, die Seitenaltäre und die Kanzel sind aus dem ersten Viertel des 18. Jahrhunderts. | BDA-Hist.: Q22078291 Status: § 2a Stand der BDA-Liste: 2025-06-30 Name: Kath. Pfarrkirche hl. Johannes der Täufer und Friedhof GstNr.: .49 Pfarrkirche Hofkirchen an der Trattnach |
| ja    | Datei hochladen | Bürgerhaus, ehem. Ledererhaus HERIS-ID: 57552 Objekt-ID: 67736                          | Lederergasse 1 Standort KG: Hofkirchen     | | BDA-Hist.: Q38077228 Status: Bescheid Stand der BDA-Liste: 2025-06-30 Name: Bürgerhaus, ehem. Ledererhaus GstNr.: .4/1                                                             |